# وزارة التعليم والشؤون الدينية والرياضة (اليونان)
وزارة التعليم والشؤون الدينية والرياضة (باليونانية: Υπουργείο Παιδείας, Θρησκευμάτων και Αθλητισμού)‏ هي وزارة في اليونان وتُعد إحدى أقدم الوزارات حيث تأسست عام 1833، وهي مسؤولة عن إدارة نظام التعليم في البلاد والإشراف على الأديان في اليونان. الوزير الحالي هو كيرياكوس بييراكاكيس. اليونان هي إحدى الدولتين اللتين لم توقعا على اتفاقية لشبونة التي صدقت عليها جميع الدول الأعضاء الـ 47 في مجلس أوروبا في ستراسبورغ (2012). حتى يومنا هذا، لا يزال القسم المستقل للاعتراف المهني بالدرجات الأكاديمية، والذي يسمى ATEEN، يعمل بشكل غير قانوني ضد خريجي الجامعات المفتوحة المعترف بها. وفي عام 2023، نشر مجلس الدولة قراره ضد تصرفات الوزارة المتمثلة في عدم الاعتراف التمييزي بالدرجات العلمية.

## تاريخ
| سنين              | الاسم الرسمي للوزارة                             |
| ----------------- | ------------------------------------------------ |
| 1833-1862         | وزير الخارجية للشؤون الدينية والتعليم العام      |
| 1862-1926         | وزارة الشؤون الدينية والتعليم العام              |
| 1926-1949         | وزارة الشؤون الدينية والتعليم                    |
| 1949-1955         | وزارة الشؤون الدينية والتربية الوطنية            |
| 1955-2009         | وزارة التربية الوطنية والشؤون الدينية            |
| 2009-2012         | وزارة التعليم والتعلم مدى الحياة والشؤون الدينية |
| 2012-2013         | وزارة التعليم والشؤون الدينية والثقافة والرياضة  |
| 2013-2015         | وزارة التعليم والشؤون الدينية                    |
| يناير-سبتمبر 2015 | وزارة الثقافة والتعليم والشؤون الدينية           |
| 2015-2019         | وزارة التعليم والبحث والشؤون الدينية             |
| 2019-2023         | وزارة التعليم والشؤون الدينية                    |
| 2023 -            | وزارة التعليم والشؤون الدينية والرياضة           |

## القيادة الحالية
- وزير التعليم والشؤون الدينية: كيرياكوس بيراكاكيس
  - الوزير المناوب جيانيس فروتسيس
    - نائبة الوزير إيوانا ليتريفي

## نواب الوزراء
- الوزير المناوب جون أويكونومو (حتى 2023)
- دومنا ميكايليدس (حتى 2023)
- زيتَّا ماكري (2023 إلى 2024)

## روابط خارجية
- موقع الوزارة الرَّسمي